# بيناتكا مورافا
بيناتكامورافا (مقدونيا وصربيا السيريلية: Биначка Морава; (بالألبانية: Morava e Binçës)‏) هو النهر الذي يتدفق في جنوب شرق كوسوفو و جمهورية مقدونيا. على العموم فانه يتدفق من الجنوب الغربي إلى الشمال الشرقي باتجاه الحدود المقدونية إلى بويانوفاتش ، حيث بعد 49 كم ، يلتقي بريسيفسكا مورافيتشا ، ليتكون في جنوب مورافا.
يبدأ النهر في جبل سكوبسكا كرنا غورافي جمهورية مقدونيا شمالا من العاصمة سكوبيا. تيارت كلجوسيفسكا  ريكا و سلاتينسكا  ريكا الانضمام معا لتشكيل نهر كوليم الذي هو بعد اجتياز الحدود المقدونية-الصربية المعروفة باسم بريسيفسكا مورافا.